# Stanisław Kuczborski

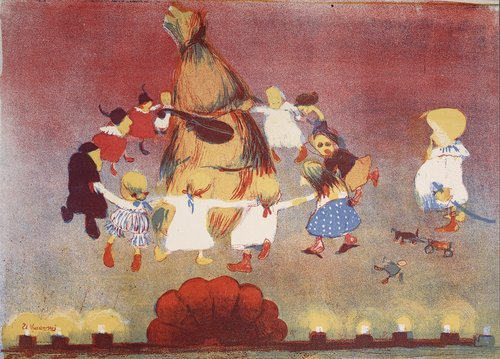
Taniec wokół chochoła (1904)

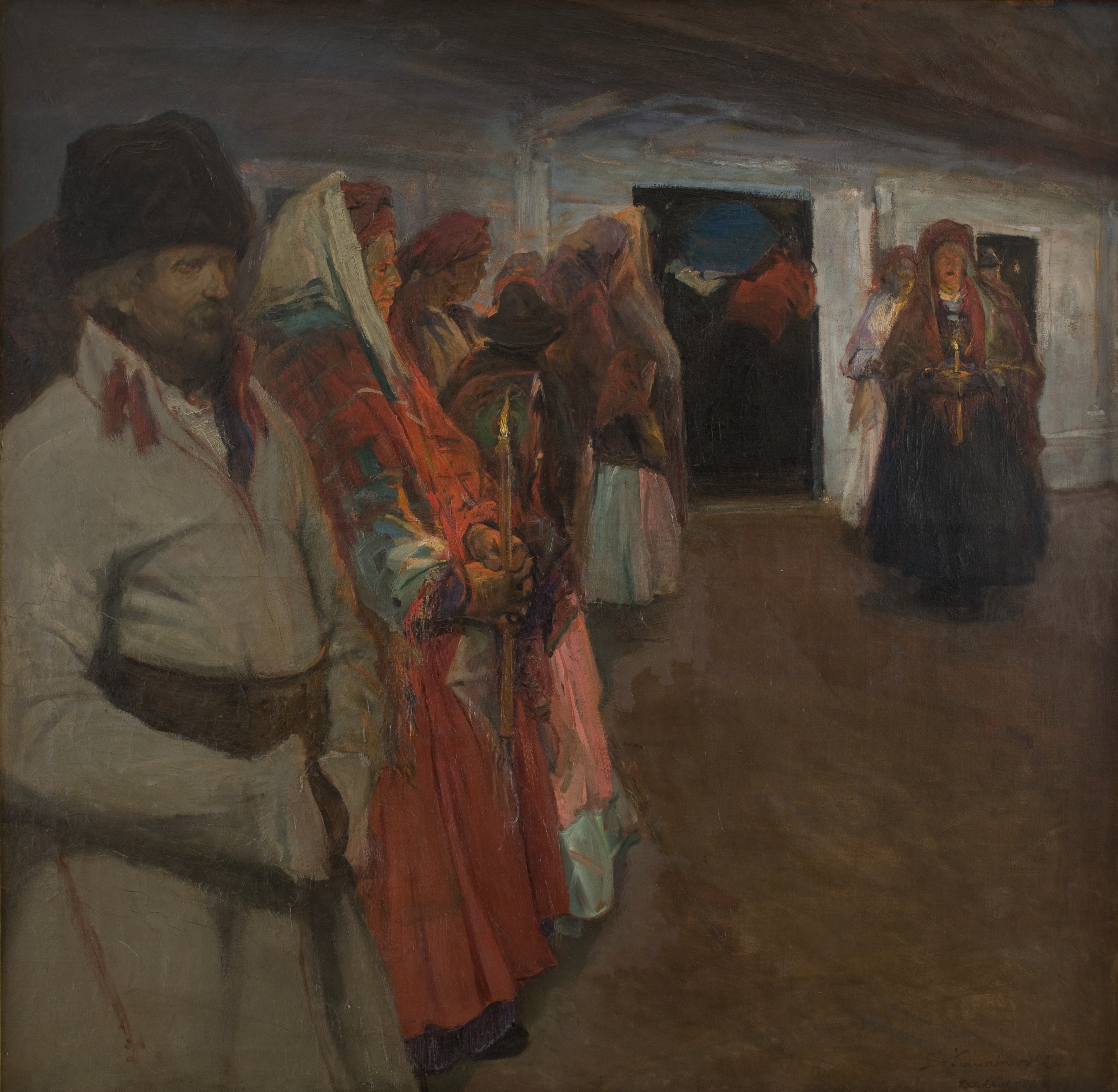
Pogrzeb (1904), Muzeum Narodowe w Krakowie

Stanisław Kuczborski (ur. 1881 w Warszawie, zm. 16 lub 17 stycznia 1911 tamże) – malarz, rysownik, autor karykatur i plakatów, artysta kabaretowy. Jego matka, Klotylda z Gierymskich Kuczborska, była rodzoną siostrą dwóch słynnych malarzy – Aleksandra i Maksymiliana Gierymskich.

## Życiorys
Uczeń krakowskiej Akademii Sztuk Pięknych, gdzie uczęszczał do pracowni Józefa Unierzyskiego, Leona Wyczółkowskiego i Jana Stanisławskiego. Związany z cyganerią krakowską, był jednym z inicjatorów założenia w kawiarni Jana Michalika w Krakowie kabaretu „Zielony Balonik”. Wielokrotnie uczestniczył w jego programach jako wykonawca. W małżeństwie z Zofią Munk miał córkę Irenę (1907–1971), która – za przykładem ojca – również uprawiała malarstwo, grafikę, rysunek i plakat.
W 1906 roku w konkursie Towarzystwa Zachęty Sztuk Pięknych otrzymał odznaczenie za obraz pt. Pogrzeb (olej na płótnie, 1904), którego akcja rozgrywa się przed wiejską chatą w dawnych podkrakowskich Bronowicach.
Zmarł 16 lub 17 stycznia 1911 roku w Warszawie, we własnym mieszkaniu-pracowni przy ul. Szczyglej 12, wskutek zatrucia ulatniającym się gazem z nieszczelnego podłączenia piecyka gazowego. 20 stycznia 1911 roku, po nabożeństwie żałobnym, odprawionym przez ks. Apolinarego Kwiecińskiego w warszawskim kościele Świętego Krzyża, został pochowany na Cmentarzu Powązkowskim w Warszawie.